# Колядин, Глеб Алексеевич
Колядин Глеб Алексеевич (род. 11 июля 1989, Ленинград) — российский пианист, композитор, аранжировщик, работает в стилях академическая музыка, прог-рок, неоклассика, фьюжн, постминимализм.

## Биография
Родился 11 июля 1989 года в Ленинграде. В 2015 году закончил Санкт-Петербургскую Консерваторию по классу фортепиано (класс профессора Владимира Полякова).
C 2010 — композитор и пианист проекта iamthemorning, получившего премию Progressive Music Awards в номинации «лучший альбом года» в 2016 году.
С 2011 ведёт активную концертную деятельность в России и Европе, сотрудничая с такими музыкантами как Árstíðir (Исландия), Gazpacho (Норвегия), Balmorhea (США), Дживан Гаспарян (Армения), Riverside (Польша).
с 2013 года — участник ансамбля Orquesta Primavera, исполняющего танго, получившего первую премию на международном конкурсе в Кастельфидардо 2015 (Италия) в номинации World Music. В апреле 2016 ансамбль организовал также первую в России регулярную милонгу с живой музыкой «Milonga la Primavera»
С 2015 сочиняет музыку к театральным постановкам, в том числе для Новой сцены Александринского театра, Театра Комедии им. Акимова, Театра драмы им. Ф.Волкова, а также к проекционному шоу «Así es Michoacán» (Мексика). Активно участвует в концертах современной музыки, исполняя многие сочинения впервые в России, среди которых «Textures» Пола Лански, «2х5» Стива Райха, «Tubular Bells II» Майка Олдфилда, и другие.
В 2018 на британском лейбле Kscope выпускает сольный альбом, в записи которого приняли участие звёзды мировой прог-музыки — барабанщик Гэвин Харрисон (King Crimson, Porcupine Tree), музыканты сольной группы Стивена Уилсона — бас-гитарист Ник Бэггс и саксофонист Тео Трэвис, клавишник Джордан Рудесс (Dream Theater), вокалисты Стив Хогарт (Marillion) и Мик Мосс (Antimatter). Релиз принёс музыканту 15 место в рейтинге Топ-50 британского журнала Prog и попадание в шорт-лист британской премии Progressive Music Awards в двух номинациях — «Лучший альбом года» и «Лучший зарубежный артист года».
В рамках проекта «Eidolon» записывает музыку для выставки абстрактных работ художника Арсения Блинова, прошедшей на Новой сцене Александринского театра. Участвует в записи альбомов The Grand Astoria и сочинений Дмитрия Максимачёва.
Осенью 2018 принимает гостевое участие в композиции «Молитвы Мёртвых» совместно с группой Би-2 и Борисом Гребенщиковым.
Летом 2019 принимает участие в качестве композитора в проекте Дианы Вишнёвой, представив музыку для проекта «Context Project».
В 2019 и 2020 году по итогам читательского голосования журнала Prog занял первое место в списке лучших пианистов/клавишников года.

## Дискография

### Gleb Kolyadin
- Gleb Kolyadin (2018)
- water movements (2021)
- the Outland (2022)
- Mobula (2025)

### Iamthemorning
- ~ (2012)
- Miscellany (EP) (2014)
- Belighted (2014)
- From the House of Arts (Live) (2015)
- Lighthouse (2016)
- Ocean Sounds (Blu-Ray) (2018)
- The Bell (2019)
- Counting the Ghosts (EP) (2020)

### poloniumcubes
- one (EP) (2014)
- two (EP) (2015)
- three (EP) (2015)
- music for Arseny Blinov’s abstract art (EP) (2018)
- four (EP) (2018)
- five (OST) (2019)
- six (2020)
- seven (2020)
- eight (2022)
- nine (2024)
- ten (2024)

### Коллаборации
- Evan Carson – Ocipinski (2019)
- Куртки Кобейна (2019)
- The Legendary Flower Punk – Wabi Wu (2019)
- Jambi – Alive (2020)
- The Grand Astoria – From the Great Beyond (EP) (2020)
- Нечётный воин – Нечётный воин 4. Часть 1 (2020)
- Би-2 – Нам не нужен герой (Макси-сингл) (2021)
- The Legendary Flower Punk – Zen Variations (Anniversary Edition) (2021)
- Би-2 – Я никому не верю (EP), в составе Iamthemorning (2022)
- Би-2 – Аллилуйя (2022)
- Нечётный воин – Снег на Новый год (сингл) (2022)
- Нечётный воин – Нечётный воин 5 (2023)
- Би-2 – Mashup (live) (2023)
- From Grotto – Monuments of Our Time (2023)
- Нечётный воин – Нечётный воин 6 (2025)

## Музыка для театра и кино
- «Ширли Валентайн» (2016, Театр Комедии им. Акимова, реж. Анджей Бубень)
- «Амадей» (2017, Омский академический театр драмы, реж. Анджей Бубень)
- «Шесть персонажей в поисках автора» (2018, Российский театр драмы имени Ф. Волкова, Ярославль, реж. Анджей Бубень)
- «Контакт» (2019, балет, Новая сцена Александринского Театра, хореограф Эрнест Нургали)
- «Рассказ о семи повешенных», (2019, Учебный театр РГИСИ, реж. Анджей Бубень)
- «Лес» (2019, балет, Эрмитажный Театр, хореограф Эрнест Нургали)
- «Визит Дамы» (2020, Омский академический театр драмы, реж. Анджей Бубень)
- «Лис PEACE» (2020, Театр ЦЕХЪ, реж. Юлия Каландаришвили)
- «Волки и овцы» (2020, Балтийский Дом, реж. Анджей Бубень)
- «Поцелуй Ируканджи» (2021, Архангельский молодёжный театр В.П.Панова, реж. Юлия Каландаришвили)
- «Отцы и дети» (2021, Российский театр драмы имени Ф. Волкова, Ярославль, реж. Анджей Бубень)
- «Жирная Люба» (2021, Большой театр кукол, реж. Юлия Каландаришвили)
- «Самые добрые в мире» (2021, Красноярский театр юного зрителя, реж. Юлия Каландаришвили)
- «В лучах» (2021, Санкт-Петербургский академический театр имени Ленсовета, реж. Анджей Бубень)
- «Снежная королева» (2021, Санкт-Петербургский академический театр имени Ленсовета, реж. Евгения Богинская)
- «Свет с неба» (2022, Ленфильм, реж. Анджей Бубень)
- «Свидетель обвинения» (2022, Балтийский Дом, реж. Владимир Жуков)
- «Нора» (2022, Национальный Драматический театр Карелии, реж. Анджей Бубень)
- «Голый король» (2022, Русский Драматический Театр Удмуртии, реж. Денис Хуснияров)
- «Обломов» (2023, Российский театр драмы имени Ф. Волкова, Ярославль, реж. Анджей Бубень)
- «Му-му» (2023, Курганский театр драмы, реж. Денис Хуснияров)
- «Дети Олимпа» (2023, Приморский краевой драматический театр молодежи, реж. Юлия Каландаришвили)
- «Таня» (2023, Балтийский Дом, реж. Вацлав Дембовский)
- «Школа для дураков» (2024, Ульяновский драматический театр им. И. Гончарова, реж. Артём Устинов)
- «Маленькие трагедии» (2024, Тюменский БДТ, реж. Анджей Бубень)
- «Мышкин. Другая история» (2024, Санкт-Петербургский Городской театр, худ.рук. Анджей Бубень)
- «Грибоедов. Горе уму» (2025, Томский ТЮЗ, реж. Артём Устинов)

### Кино
- «Гусь города не знает» (2021, к/м, реж. Андрей Кречетов)
- «Дом, в котором мы жили» (2022, к/м, реж. Андрей Кречетов)